# 埃爾溫·貝爾茲
埃爾溫·貝爾茲（德語：Erwin Bälz，1849年1月13日—1913年8月31日），德國內科醫生、人類學家、日本明治時代外籍講師。他在1876年被日本的東京醫學校（今東京大學醫學部）邀請當教師，至1902年退休，任期長達27年，在1905年被授予旭日大綬章以表揚他對日本社會有特殊貢獻。在人類學方面，貝爾茲認為和人分萨摩型與长州型。他也把满洲人、朝鲜人、部分日本人、部分北方漢族與其他東北亞民族分类為满洲–朝鲜类型。

## 生平
1849年1月13日，埃爾溫·貝爾茲於德國斯圖加特比蒂希海姆-比辛根出生。他在斯圖加特讀中學，蒂賓根的蒂賓根大學學醫。1869年，他在萊比錫大學的醫學部工作。1870年，他在普法戰爭中當軍醫。1875年，他返回萊比錫大學醫學部，其中一個病人是日本留學生相良玄貞，因此獲得在東京醫學校（今東京大學醫學部）的2年工作合約。
1881年，與東海道御油宿（今 愛知縣豐川市御油町）戶田屋的花子（ハナコ）結婚。
1900年，獲頒勲一等瑞寶章。
1902年，從東京帝國大學退休，獲宮內省聘為侍醫。宮內省根據他的建議，在神奈川縣設立葉山御用邸供嘉仁親王（即之後的大正天皇）療養身體。
1905年，獲頒勲一等旭日大綬章，同年與妻子一起返回德國，擔任熱帶醫學會會長及人類學會會長。
1908年，應時任韓國統監伊藤博文邀請，再度前往日本。
1913年8月31日，埃爾溫·貝爾茲於德國斯圖加特因心臟病逝世，享壽64歲。妻子在埃爾溫·貝爾茲逝世後於德國續住10年，但未取得德國國籍而返回日本。

## 著作
- 《貝爾茲之日記》（日語：ベルツの日記），1979年，岩波書店
- 《歐洲大戰當時之德意志》（日語：欧州大戦当時の独逸），1933年，国立国会図書館
- 《日本人的体质特征 （页面存档备份，存于） 》，1883年，横滨